# 塔尔丹村委员会
塔尔丹村委员会（俄语：Талданский сельсовет）是俄罗斯联邦阿穆尔州斯科沃罗季诺区所属的一个村委员会。其下辖有1个居民点，行政中心为塔尔丹。据2016年统计，该村委员会的人口为2942人。